# Uncut - Member Only
Uncut - Member Only è un film del 2003 diretto da Gionata Zarantonello.

## Trama
Francesco, detto Ciccio, rimane vittima di un incidente e si ritrova immobilizzato a letto con il bacino fratturato. Desideroso di avere comunque rapporti sessuali, si mette a sfogliare la propria agenda e si mette a contattare ogni donna disponibile a soddisfarlo. Nel frattempo si ritrova sospettato dalla polizia di aver ucciso e fatto sparire la sua fidanzata.

## Produzione
Il film è stato girato in un unico giorno con quattro giorni di prove.